# Јутака Акита
Јутака Акита (јап. 秋田 豊; 6. август 1970) јапански је фудбалер.

## Каријера
Током каријере је играо за Кашима Антлерс, Нагоја Грампус, Кјото Санга.

## Репрезентација
За репрезентацију Јапана дебитовао је 1995. године. Наступао је на два Светска првенства (1998. и 2002. године). За тај тим је одиграо 44 утакмице и постигао 4 гола.

## Статистика
| Јапан  | Јапан   | Јапан  |
| Година | Наступи | Голови |
| ------ | ------- | ------ |
| 1995.  | 2       | 1      |
| 1996.  | 2       | 0      |
| 1997.  | 16      | 2      |
| 1998.  | 10      | 0      |
| 1999.  | 7       | 0      |
| 2000.  | 0       | 0      |
| 2001.  | 0       | 0      |
| 2002.  | 3       | 0      |
| 2003.  | 4       | 1      |
| Укупно | 44      | 4      |

## Трофеји

### Клуб
- Џеј лига (4): 1996, 1998, 2000, 2001.
- Лига Куп Јапана (2): 1997, 2000.
- Царски куп (3): 1997, 2000, 2002.